# لين بيدل
لين بيدل (بالإنجليزية: Len Beadle)‏ هو ناشر موسيقى ‏ وكاتب أغاني بريطاني، ولد في 13 فبراير 1932 في Welling ‏ في المملكة المتحدة، وتوفي في 1 يونيو 2000.